# Maraldi (cràter marcià)
Maraldi és un cràter d'impacte que pertany al quadrangle Argyre de Mart, situat a les coordenades 62,2° de latitud Sud i 32,0° de longitud Oest. Té 124 km en diàmetre, i el seu nom es va aprovar el 1973 per la Unió Astronòmica Internacional (UAI) en honor de l'astrònom italià naturalitzat francès Giacomo F. Maraldi (1665-1729).